# Elena Cornaro Piscopia
Elena Lucrezia Cornaro Piscopia (n. 5 iunie 1646, la Veneția - d. 26 iulie 1684) a fost o femeie-matematician italiană și prima femeie din lume care a obținut un doctorat în filozofie.
A studiat matematica teologia, filozofia.
Cunoștea numeroase limbi străine: latina, greaca, ebraica, araba, spaniola, franceza.
Doctoratul în filozofie l-a primit în cadrul Universității din Padova la 25 iunie 1678.